# Alexandra Stan
Alexandra Stan (født 10. juni 1989 i Constanta i Rumænien) er en rumænsk house/pop-sangerinde.  Alexandra Stan fik et gennembrud i 2011 med sangen Mr. Saxobeat. Hun er også kendt for sangene Lollipop, Get Back (ASAP), "One Million" og "Lemonade".

## Disografi
- Saxobeats (2011)
- Unlocked (2014)
- Alesta (2016)
- Mami (2018)